# Ronheim
Ronheim (Rieser-schwäbisch Roi) ist ein Gemeindeteil der Stadt Harburg (Schwaben) im Landkreis Donau-Ries im Regierungsbezirk Schwaben in Bayern. Zur Gemarkung Ronheim gehören auch der Weiler Katzenstein und die Einöde Sonderhof.

## Lage
Das Dorf Ronheim liegt nördlich von Harburg am Südrand der Fränkischen Alb, die sich ins Tal der Wörnitz absenkt. Die Wörnitz umfließt das westlich von Ronheim gelegene Katzenstein und Ronheim auf deren Südseite. Der Sonderhof liegt nördlich von Ronheim in den Jurahöhen.

## Geschichte
Das Dorf wird erstmals im Jahre 805 in karolingischer Zeit erwähnt, später um 870 als Rumoldesheim in einer Urkunde Ludwigs des Deutschen.
Ronheim mit seinen Ortsteilen hatte vor 1826 zu Huisheim gehört, danach war es eine selbständige Gemeinde im Landgericht Donauwörth. Bei der Trennung von Justiz und Verwaltung kam die Gemeinde am 1. Juli 1862 zum Bezirksamt Donauwörth (ab 1939 Landkreis Donauwörth bezeichnet). Im Zuge der Gebietsreform in Bayern wurde es am 1. Juli 1972 dem Landkreis Nördlingen-Donauwörth, der seit dem 1. Mai 1973 Landkreis Donau-Ries heißt, zugeschlagen und am selben Tag in die Stadt Harburg (Schwaben) eingemeindet.

## Kirche
Die Protestanten von Ronheim und Sonderhof gehören zur evangelischen Pfarrei Sankt Barbara  in Harburg. Katzenstein gehört zur Pfarrei Sankt Martin in Heroldingen.

Die Katholiken von Ronheim und Katzenstein gehören zur katholischen Pfarrei Heiligstes Herz Jesu in Harburg. Sonderhof gehört zur Pfarrei Sankt Vitus in Huisheim.

## Verkehr
Durch Ronheim führt die Riesbahn von Aalen nach Donauwörth.

Die Staatsstraße St 2384 aus Wemding verläuft durch Ronheim und führt weiter nach Harburg. Die Kreisstraße DON 37 mündet, aus Heroldingen über Katzenstein kommend, bei Ronheim in die Staatsstraße St 2384.

Der Wanderweg Frankenweg führt auf seiner letzten Etappe bis Harburg durch Ronheim.